# Tatiana Arjípova
Tatiana Valérievna Arjípova (Petrova de nacimiento; en ruso: Татьяна Валерьевна Архи́пова/Петро́ва, nacida el 8 de abril de 1983 en el Distrito Urmarsky, Chuvashia) es una corredora rusa, que se especializaba en carreras de obstáculos de 3000 metros, terminando cuarta en los Juegos Olímpicos de Pekín 2008. Actualmente se concentra en el maratón y ganó una medalla de bronce olímpica en esa disciplina en los Juegos de Londres 2012, donde compitió como Petrova-Arjípova.
Como junior, Petrova terminó decimonovena en el Campeonato de Campo a Través de Europa en 2001 y llegó a la final, tanto de los 3000 metros y en los 5000 metros en el Campeonato Mundial Juvenil de 2002 en Atletismo.
Petrova ganó la medalla de plata en los 5000 metros del Campeonato de Atletismo Sub-23 de Europa en 2003, terminando detrás de Elvan Abeylegesse. Regresó al evento en 2005, pero fue derrotada de nuevo por una corredora de Turquía, esta vez por Binnaz Uslu. Sin embargo, se las arregló para ganar la medalla de oro en los 10.000 metros.
Tatiana Petrova también comenzó a competir en eventos de carreras en carreteras y salió victoriosa en los 10 km de Monument Avenue en 2004 y 2005. Ella hizo su debut de un maratón en diciembre de 2004, llegando en quinto lugar en el maratón de Honolulu. Ella fue octava en el maratón de Chicago en 2005 y mejoró su mejor su marca en 2:31:03.